# Turistická značená trasa 1406

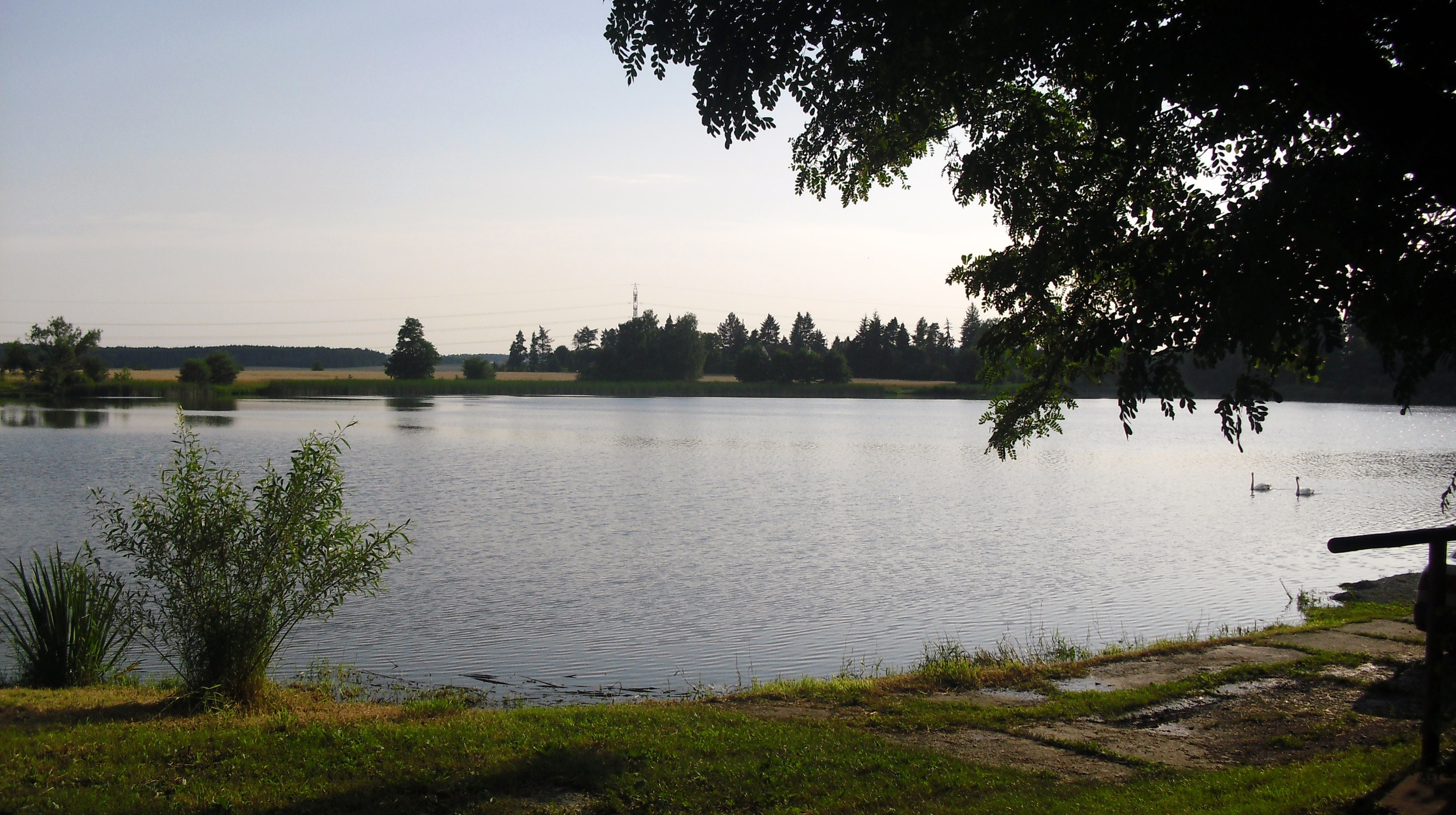
Drahotínský rybník

 Turistická značená trasa 1406  je modrá značka Klubu českých turistů určená pro pěší turistiku, vedoucí ze severního okraje Plzně do Těškova na Rokycansku.

## Průběh trasy
Trasa začíná v městské části Plzeň-Košutka, směřuje zprvu k severu na vrchol Krkavce. Pak již trasa sleduje v podstatě východní směr a propojuje severní Plzeňsko s Rokycanskem. Trasa 1406 prochází obcemi Záluží, Třemošná, Zruč-Senec, severem obchází Drahotínský rybník a přes Dolanský most překonává Berounku. Dále pokračuje přes Chrást a kolem Kokotských rybníků pokračuje do Oseka a Volduch. Odtud závěrečná část trasy prochází přírodní parkem Radeč a končí v Těškově. Délka trasy je 41,5 km.
| km   | místo                  | navazující, křižující a souběžné trasy |
| ---- | ---------------------- | -------------------------------------- |
| 0    | PLZEŇ - KOŠUTKA (MHD)  | 0201 3609 6711                         |
| 0.5  | HASIČSKÉ CVIČIŠTĚ      | 0201 6711                              |
| 1    | SPORTOVNÍ STŘELNICE    | 0201                                   |
| 4.5  | U CHOTÍKOVA            | 6624                                   |
| 5    | POD KRKAVCEM           | 0201 6624                              |
| 6    | KRKAVEC (ROZHL.)       | 0201 0205 3609 6624                    |
| 7.5  | U ZÁLUŽÍ               |                                        |
| 9    | ZÁLUŽÍ                 | 3691                                   |
| 10.5 | ORLÍK                  | 6624                                   |
| 11.5 | ORLÍK-ČEPRO            | 6624                                   |
| 13   | SENEC                  |                                        |
| 14.5 | ZRUČ                   |                                        |
| 16.5 | DRAHOTÍNSKÝ RYBNÍK     |                                        |
| 18   | DOLANSKÝ MLÝN (ROZC.)  | 6622                                   |
| 18.5 | DOLANSKÝ MOST          | 3603 6622                              |
| 20.5 | CHRÁST (U ŠKOLY)       | 0202 9286                              |
| 21.5 | CHRÁST (ODB. K ŽST)    |                                        |
| 0.7  | SOCHA GENERÁLA PATTONA |                                        |
| 22.5 | LOPATÁRNA              |                                        |
| 23   | NOVÁ HUŤ (ODB.)        |                                        |
| 0.4  | MOHYLOVÉ POHŘEBIŠTĚ    |                                        |
| 23.5 | NOVÁ HUŤ               |                                        |
| 25   | OSTRÝ KÁMEN (ODB.)     | 9297                                   |
| 0.1  | OSTRÝ KÁMEN            |                                        |
| 25.6 | KOKOTSKÝ DOLNÍ RYBNÍK  | 9297                                   |
| 26   | KOKOTSKO               | 3636 9297                              |
| 26.4 | KOKOTSKÝ HORNÍ RYBNÍK  |                                        |
| 29   | HUDLICE (DVŮR)         |                                        |
| 30.5 | OSEK (ROZC.)           | 6642                                   |
| 31   | OSEK                   | 6642                                   |
| 0.5  | KAMÝK (ZŘÍC.)          |                                        |
| 34   | VOLDUCHY               | 0207                                   |
| 36.1 | HABR (OSADA)           |                                        |
| 0.2  | CHPV NIVA U VOLDUCH    |                                        |
| 2    | HABR (OSADA)           |                                        |
| 36.7 | HABR (U TÁBOŘIŠTĚ)     | 6648                                   |
| 37   | HABR (RYB.)            | 3633 6648                              |
| 38   | SLOUPEK                | 3633                                   |
| 41.5 | TĚŠKOV                 | 0209 6628                              |